# Assemblée préfectorale de Fukuoka
Le Parlement de la préfecture de Fukuoka (福岡県議会, Fukuoka-ken gikai) est l'organe législatif de la Préfecture de Fukuoka. Comme dans toutes les préfectures, il est élu pour quatre ans, par vote unique non transférable dans des districts électoraux avec un ou plusieurs sièges. Il est responsable pour rédiger et mettre en œuvre les décisions de la préfecture, pour l'approbation du budget et pour les nominations administratives importantes au sein du gouvernement de la préfecture, y compris les vice-gouverneurs de la préfecture. L'assemblée a 87 membres, élus pour des mandats de 4 ans.

## Histoire
L'Assemblée préfectorale de Fukuoka a été instituée en juillet 1878, à la suite de la promulgation du règlement sur les assemblées préfectorales. En octobre de la même année, des élections générales ont été organisées dans 19 districts de la préfecture, aboutissant à l'élection de 56 membres. La première session de l’Assemblée préfectorale s’est tenue à Fukuoka en mars 1879.
Lors de ces premières élections, le droit d’éligibilité était réservé aux hommes âgés de 25 ans ou plus, résidant dans la préfecture depuis au moins trois ans et acquittant un impôt foncier annuel d’au moins cinq yens. Le droit de vote, lui, était accordé aux hommes âgés d’au moins 20 ans, inscrits au registre familial dans le district concerné, et payant également un impôt foncier de cinq yens ou plus. Le mandat des membres était fixé à quatre ans, avec un renouvellement de moitié tous les deux ans. Bien qu’il s’agît d’un système électoral restreint, il représentait une première participation des habitants à la politique locale.
Sur le plan administratif, le territoire préfectoral était divisé en grandes et petites unités. Avec la promulgation en juillet 1878 de la Loi sur l’organisation des districts, bourgs et villages (郡区町村編制法 (ja)), les districts (郡), jusqu’alors simples appellations géographiques, devinrent des divisions administratives. Chacun comprenait des bourgs et villages, et fut doté d’un bureau de district dirigé par un chef nommé par la préfecture. La préfecture de Fukuoka comptait alors le district urbain de Fukuoka et 31 districts ruraux.
Par la suite, des fusions et suppressions de districts et de municipalités entraînèrent des modifications du nombre de sièges à l’assemblée. En 1881, des comités permanents furent institués au sein de l’assemblée pour assister le gouverneur et délibérer à sa place en dehors des sessions. Ce système perdura jusqu’à sa suppression en 1896, avec la mise en place du Conseil préfectoral (県参事会).
En 1899, une réforme complète de la législation préfectorale supprima le système de renouvellement partiel des mandats et étendit les prérogatives de l’assemblée, qui fut progressivement structurée en tant qu’organe délibérant à part entière.
En avril 1922, la condition de paiement d’un impôt national fut supprimée, élargissant ainsi le droit de vote. Puis, en juin 1926, les dernières restrictions au suffrage universel furent levées, tant pour les électeurs que pour les candidats. Ces évolutions marquèrent un pas important vers l’idéal de l’autonomie locale. En septembre 1927, la première élection préfectorale au suffrage universel fut organisée et permit l’élection de 54 membres.
En 1929, le gouverneur préfectoral obtint le droit de promulguer des ordonnances et règlements, tandis que les membres de l’assemblée obtinrent le droit de proposition législative, renforçant le système d’autonomie locale.
Toutefois, dans les années 1930, la situation économique se dégrada sous l’effet de la crise mondiale, et le pays s’orienta progressivement vers la guerre. En octobre 1940, l'Association pour le soutien du Trône fut créé, et tous les citoyens furent intégrés de force dans des organisations affiliées au nouveau régime. Les partis politiques disparurent de l’assemblée préfectorale, qui prit un caractère de plus en plus militarisé.
Après la guerre, la Loi sur l'autonomie locale fut promulguée en avril 1947, posant les bases d’une administration locale fondée sur la démocratie. Le rôle des assemblées locales fut considérablement renforcé, notamment par l’attribution de droits tels que la possibilité de demander des explications sur les missions déléguées, d’émettre des avis, de demander des audits et d’enquêter sur les affaires locales.
La première élection préfectorale de l’après-guerre s’est tenue en avril 1947, avec l’élection de 73 membres. Depuis, des élections ont lieu tous les quatre ans. Le nombre de sièges était de 87 lors du scrutin de 2023.